# Pušče
Pušče so naselje v Občini Velike Lašče.